# 麒麟街民居
麒麟街民居位於四川省成都市崇州市，文物遺址年代判定為清代至民國。2003年7月14日，「罗氏故居（含黄氏故居）」入選崇州市文物保護單位；2007年6月1日，「麒麟街民居」獲公佈為四川省第七批文物保護單位。

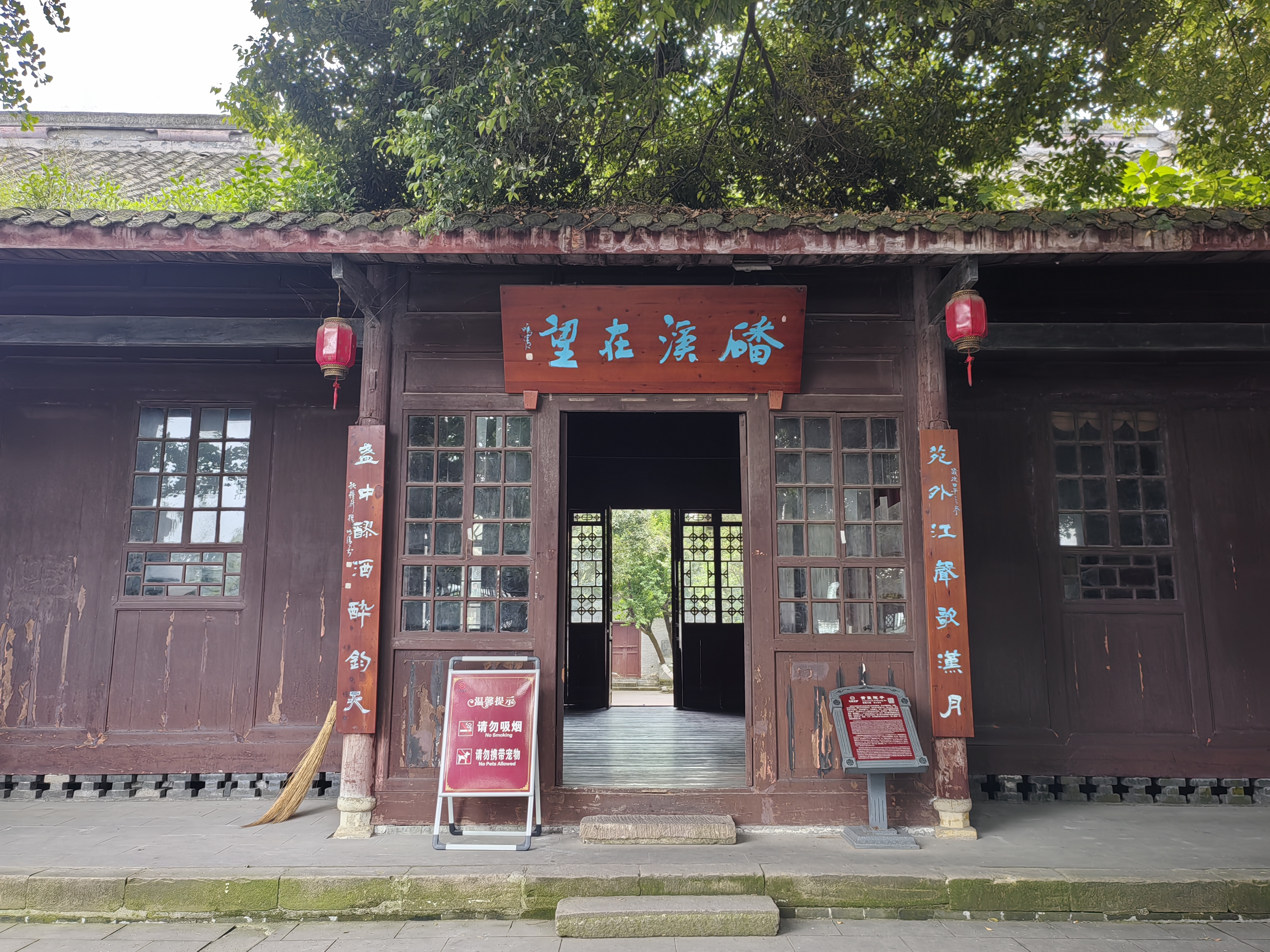
黃鰲院子
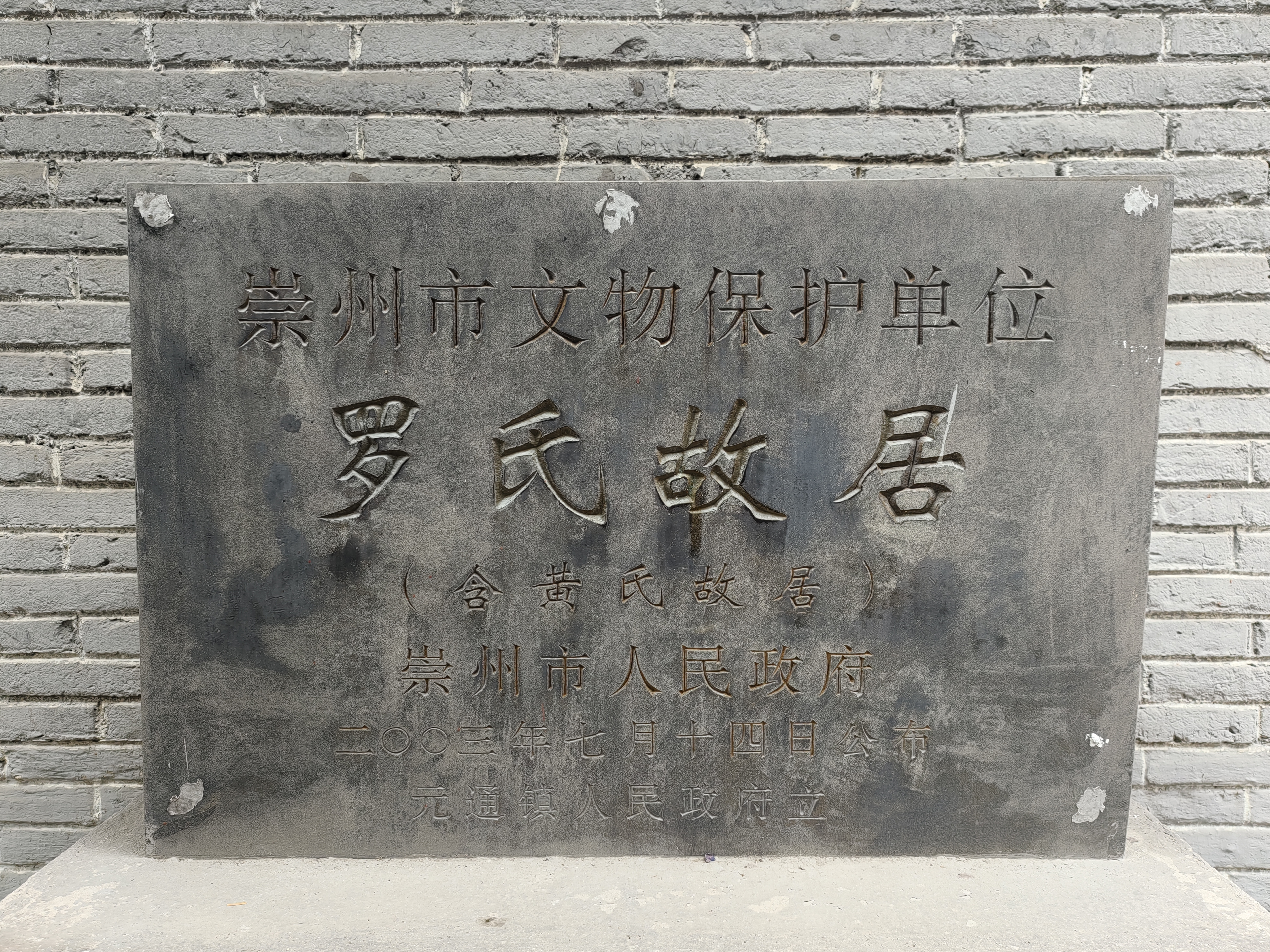
刻有「罗氏故居（含黄氏故居）」的崇州市文物保護單位標誌